# Diusse
Diusse ist eine französische Gemeinde mit 144 Einwohnern (Stand 1. Januar 2022) im Département Pyrénées-Atlantiques in der Region Nouvelle-Aquitaine (vor 2016: Aquitanien). Die Gemeinde gehört zum Arrondissement Pau und zum Kanton Terres des Luys et Coteaux du Vic-Bilh (bis 2015: Kanton Garlin).
Der Name in der gascognischen Sprache lautet Diussa.

## Geographie
Diusse liegt circa 50 Kilometer nördlich von Pau in der Region Vic-Bilh in der historischen Provinz Béarn an der nordöstlichen Grenze zum benachbarten Département Gers.
Umgeben wird Diusse von den Nachbargemeinden:
| Portet         | Viella (Gers)                               | Aubous     |
|                | Kompassrose, die auf Nachbargemeinden zeigt |            |
| Tadousse-Ussau | Conchez-de-Béarn                            | Mont-Disse |

Diusse liegt im Einzugsgebiet des Flusses Adour. Einer seiner Zuflüsse, der Lées, durchquert die Gemeinde im westlichen Teil, während einer seiner Zuflüsse, der Larcis, den östlichen Teil des Gemeindegebiets durchquert.

## Geschichte
Die Gemeinde liegt am Hang eines Höhenzugs zwischen den Tälern des Lées und des Larcis an der Grenze zu den historische Provinzen Bigorre und Armagnac. Diese geografische und politische Lage beeinflusste die Geschichte des Ortes zu einem frühen Zeitpunkt. Im Jahre 1104 unterzeichneten Gaston IV., genannt der Kreuzfahrer, Vicomte von Béarn, und Bernard III., Graf von Armagnac, in der romanischen Kirche von Diusse einen Friedensvertrag.
In der Volkszählung des Béarn im Jahre 1385 wurden acht Haushalte gezählt und vermerkt, dass das Dorf zur Bailliage von Lembeye gehört.
Toponyme und Erwähnungen von Diusse waren
- Sanctus Johannes de Diossa (1104, Kopialbuch des Bistums Lescar),
- Diuse (1402, Volkszählung des Béarn) und
- Diussa (1546, Manuskriptsammlung des 16. bis 18. Jahrhunderts).[4]

Auf der Karte von Cassini 1750 ist Diusse als Duisse eingetragen.

### Einwohnerentwicklung
Nach Höchstständen der Einwohnerzahl in der ersten Hälfte des 19. Jahrhunderts mit 400 Einwohnern reduzierte sich die Zahl bis zu den 1960er Jahren um rund 65 % auf unter 150 Einwohner, stieg kurzzeitig auf über 200 in den 1970er Jahren an, bevor ein negativer Trend wieder einsetzte.
| Jahr      | 1962 | 1968 | 1975 | 1982 | 1990 | 1999 | 2006 | 2009 | 2022 |
| --------- | ---- | ---- | ---- | ---- | ---- | ---- | ---- | ---- | ---- |
| Einwohner | 162  | 145  | 200  | 187  | 166  | 179  | 161  | 154  | 144  |

## Sehenswürdigkeiten

### Kirche
Sie ist Johannes dem Täufer gewidmet. Da die Begegnung zwischen Gaston IV. von Béarn und Bernard III. von Armagnac in der romanischen Kirche im Jahr 1104 in den Schriften dokumentiert ist, ist anzunehmen, dass das Gotteshaus gegen Ende des 11. und zu Beginn des 12. Jahrhunderts errichtet worden war. Der imposante Glockenturm diente im Mittelalter als Verteidigung bei Konflikten in diesem von mehreren Seiten begehrten Landstrich. Zwei schmale Bogenscharten oberhalb des Eingangsportals unterstreichen diese Funktion.
Das Portal stammt aus der gleichen Zeit wie der Bau der Kirche, wenngleich es einige Änderungen im 15. Jahrhundert erfuhr. Die Kapitelle auf den jeweils vier Säulen zu beiden Seiten der Tür zeigen verschiedene Verzierungen, wie z. B. Greife, Laub, Persönlichkeiten der romanischen Epoche, Würdenträger mit weiter Kleidung. Die Abakusse und Archivolten sind mit floralen Ornamenten wie Palmetten oder Blattwerk versehen. Das Tympanon, das im Jahre 1471 hinzugefügt wurde, zeigt u. a. ein Christusmonogramm mit einem Durchmesser von 40 cm, das von zwei Kreisen mit floralen Ornamenten umgeben ist, darüber zwei Tauben mit verschlungenen Hälsen.
Die mit Täfelwerk bekleidete Decke im Innern des Langhauses ist bedeckt mit kleinen Tatzenkreuzen und Rosetten. Sie datiert wahrscheinlich aus dem 17. Jahrhundert, allerdings ist sie zweifellos bei einer Restaurierung im 19. Jahrhundert verändert worden. Ein Trompe-l’œil ist das zentrale Motiv an der Decke, das die Illusion einer Himmelsöffnung vermittelt. Ein Kreuz mit einem Strahlenkranz ist zu sehen, umgeben von einem Schwarm von Putten, von denen zwei ein Spruchband halten, welches das Kreuz umrankt. Die Perspektive wird durch die gemalte Balustrade hergestellt, die sich um das Motiv wie ein Rahmen zieht.
Zwei Säulen, die ein Gemälde einrahmen, prägen den Altaraufsatz vor der Rückwand des Chors. Eine Fülle von Weinranken, Laubwerk und Putten heben sich vom blassblauen Hintergrund auf diesen Säulen ab. Das Gemälde in Öl zeigt den gekreuzigten Christus, im Hintergrund eine Landschaft in der Dämmerung. Es datiert wahrscheinlich aus dem 17. Jahrhundert, allerdings ist eine Restaurierung im 19. Jahrhundert erfolgt. Der Tabernakel aus vergoldetem Holz, der den Altaraufsatz trägt, ist verziert mit Motiven von Personengruppen und Blumengirlanden als Halbrelief, ebenso wie die Basen der Säulen des Altaraufsatzes. Das Antependium des Altars zeigt eine elegante Anordnung von Blattwerk, Vögel und Girlanden, die ein Medaillon umranken, das die Taufe Jesu darstellt. Zu beiden Seiten des Altaraufsatzes ragen sechs Statuen in Naturgröße empor, die vom in der Region bekannten Künstler Giraudy wahrscheinlich aus dem 18. Jahrhundert stammen. Zwei dieser Statuen sind dabei als Darstellungen der Heiligen Petrus und Paulus zu erkennen. Die Decke des Chors ist mit goldenen Sternen auf blassblauen Hintergrund bedeckt. Eine Taube in einem Strahlenkranz, Symbol des Heiligen Geistes, nimmt die Mitte der Chordecke ein. Der Fries, der den Abschluss der Chordecke verziert, wiederholt die Ornamente des Altaraufsatzes mit Darstellungen von Vasen mit angedeuteten Flammen, Blattwerk und Fantasietieren.
Ein seltenes Exemplar erhaltener Holzarbeit des 17. Jahrhunderts in einer Kirche ist die Kanzel an der nördlichen Längswand. Die Paneelen der Brüstung sind mit Kreuzen, das an der Wand ist mit Girlanden verziert. Auf dem Kanzeldeckel ist eine Putte zu erkennen, die ein Kruzifix trägt.
Das Taufbecken aus dem 17. Jahrhundert in einer kleinen Seitenkapelle strahlt eine gewisse Nüchternheit aus. Das Becken ist aus einem Monolithen gehauen und ruht auf einem runden Sockel, der ein Stück einer Säule sein kann und in seinen Proportionen nicht recht zu dem Becken zu passen scheint. An der Wand hinter dem Taufbecken ist ein Gemälde aufgehängt, das den Schutzpatron Johannes den Täufer darstellt, als er Jesus mit dem Wasser des Jordans taufte. Viele weitere Ausstattungsgegenstände der Kirche aus dem 18. und 19. Jahrhundert sind als nationale Kulturgüter registriert.

### Schloss von Diusse
Das Schloss von Diusse wurde im 17. Jahrhundert von der mächtigen Familie Brumont-Disse, Grundherrn der Gemeinde und reiche Landbesitzer, bewohnt. Sie behielten den Besitz bis ins Jahr 1830, in dem das Gebäude an die Familie Bordeu aus dem Ossautal ging, bevor es Jean Jacob 1838 kaufte. Er übergab das Schloss 1852 an die Familie Saint-Julien, die ihm das heutige Aussehen verlieh. Bei Umbauarbeiten ließen sie insbesondere das Mosaik im Vestibül mit dem Familienwappen auslegen. In der Folgezeit ging das Schloss noch durch mehrere Hände, bis Herr Sansoube 1940 das Gebäude kaufte und die Orangerie neu herrichtete, die Treppe in ihrem ursprünglichen Zustand herstellen ließ und mehrere Zimmer neu gestaltete. Nach der Erwerbung durch Herrn Baillet in den 1970er Jahren ist in den Nebengebäuden des Schlosses eine medizinisch-soziale Einrichtung untergebracht, die Behinderten zur Eingliederung in Beruf und Gesellschaft verhilft. Sie bewirtschaftet eine Rebfläche von rund 15 Hektar zur Erzeugung von Weinen der AOC Madiran, Rosé du Béarn und Pacherenc du Vic-Bilh. Das Schloss ist im Stil der französischen Klassik des 17. Jahrhunderts erbaut, obwohl Fenster und Türen bereits den Architekturstil des 18. Jahrhunderts anklingen lassen. Ein großes Eingangsportal, von dem heute noch Reste zu erkennen sind, erlaubt den Zutritt zum zweistöckigen Hauptgebäude, das von zwei Pavillons flankiert ist und von diesen um ein halbes Stockwerk überragt wird. Die Tür ist von Pilastern eingerahmt, deren Gesims jeweils drei Kugeln trägt.
Das Schloss und Einrichtungsgegenstände wie ein Tischbrunnen aus dem 18. Jahrhundert sowie fünf Kaminbilder und ein Gemälde des Malers René-Marie Castaing aus Pau aus der ersten Hälfte des 20. Jahrhunderts sind als nationale Kulturgüter registriert.

## Wirtschaft und Infrastruktur

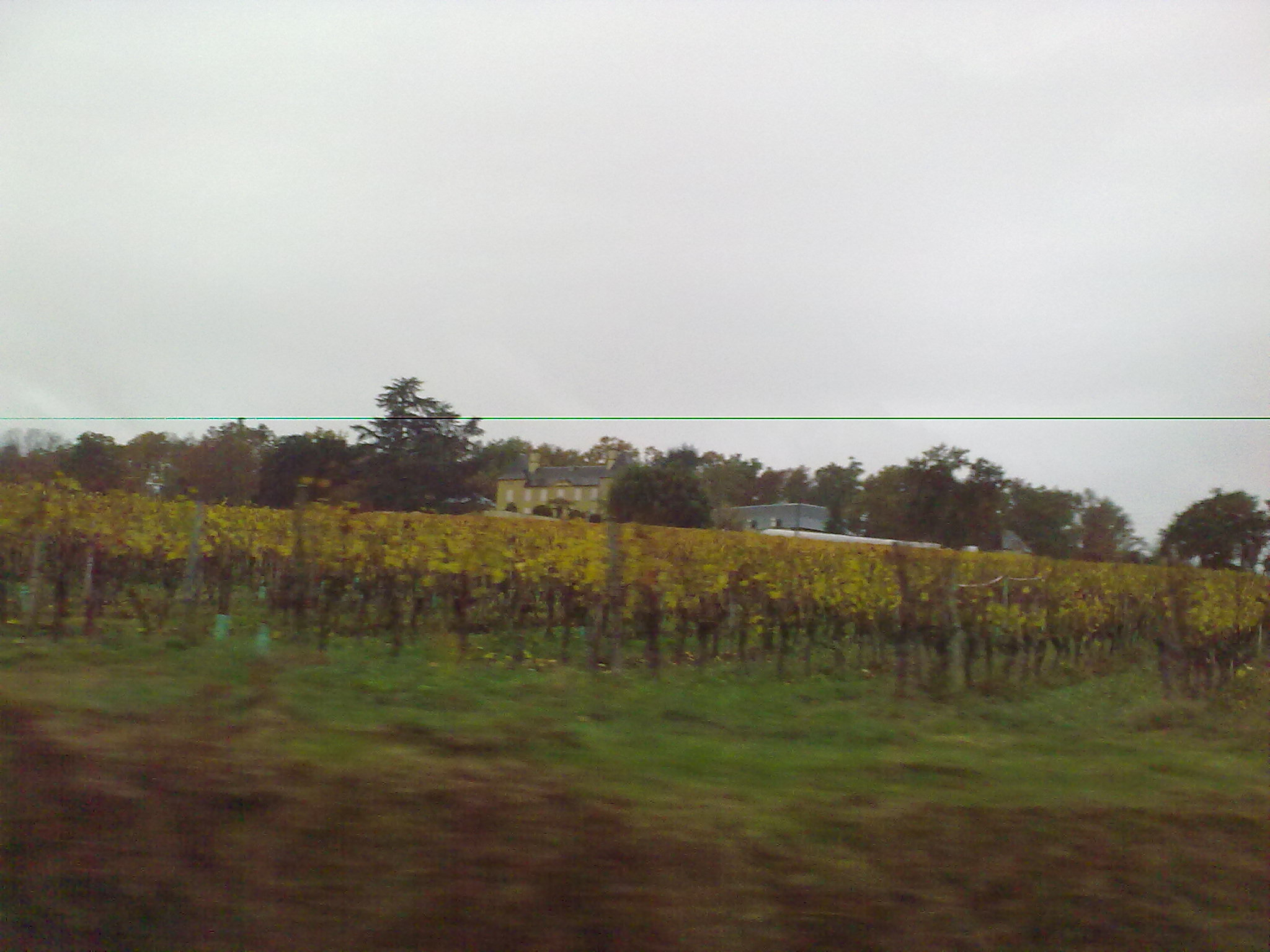
Rebstöcke bei Diusse

Die Landwirtschaft, insbesondere der Weinbau, ist auch heutzutage der wichtigste Wirtschaftsfaktor. Diusse liegt in den Zonen AOC der Weinanbaugebiete des Béarn, Madiran und Pacherenc du Vic-Bilh.

### Bildung
Diusse verfügt über eine öffentliche Vor- und Grundschule mit 89 Kindern im Schuljahr 2016/2017.

### Verkehr
Die Gemeinde ist erreichbar über die Routes départementales 13, 16 und 205.